# Фріна на святі Посейдона в Елефсіні
«Фріна на святі Посейдона в Елефсіні» — гігантська за розмірами картина польського і російського художника-академіста Генріха Семирадського (1843—1902), завершена у 1889 році. Вона є частиною зібрання Державного Російського музею (інв. Ж-5687). Розмір — 390 × 763,5 см.
Сюжет картини заснований на оповіді про давньогрецьку гетеру Фріну, що жила у IV столітті до нашої ери. Повіривши в божественність своєї краси, Фріна вирішила кинути виклик богині краси і любові Афродіті: під час свята Посейдона, що проходив у Елефсіні, вона скинула свій одяг і на очах у всіх спустилася до моря.
Елефсін (Елефсин) — невелике стародавнє місто, що знаходилося в 22 км на захід від Афін і пов'язане з ними священною дорогою. Сучасне місто, розташоване поруч з ним, називається Елефсіс. Іноді в назві картини вживається інша транскрипція назви міста — Елефзін. Також зустрічається більш короткий варіант назви — «Фріна на святі Посейдона».
Робота над полотном була завершена на початку 1889 року, і воно було представлено публіці на персональній виставці Семирадського, яка проходила в рафаелевскій залі Академії мистецтв у Санкт-Петербурзі. Прямо з виставки картина була придбана імператором Олександром III. Вона перебувала в Російському відділі Ермітажу, а в 1897 році була передана до зібрання Російського музею.

## Сюжет і опис
Сюжет картини був узятий художником з книги «Бенкет софістів» (або «Бенкет мудреців») давньогрецького автора Афінея Навкратійского, який створював свої твори на рубежі II—III століть нашої ери.

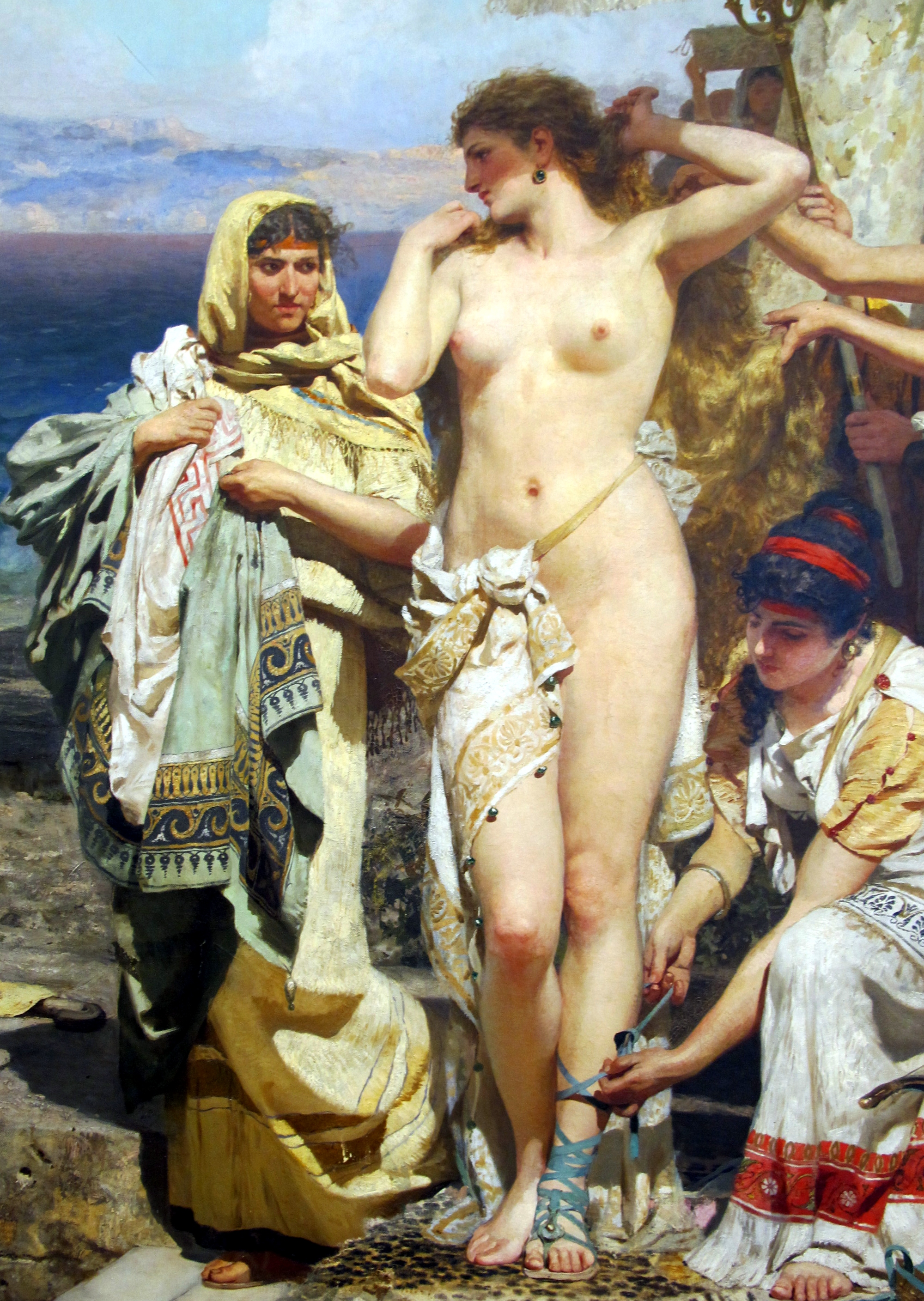
Фріна із служницями (деталь картини)

Фріна — відома своєю красою гетера, що жила в IV столітті до нашої ери в місті Мегара. У перекладі з грецького її ім'я означає «білошкіра». Зокрема, вона служила натурницею для давньогрецького скульптора Праксітеля, який створив по її образу знамениту скульптуру «Афродіта Кнідська», а також позувала художнику Апеллесу, який писав з неї Афродіту Анадіомену. За розповідями, увірувавши в свою неземну красу, Фріна вирішила кинути виклик Афродіті — богині краси і любові, яка, згідно з переказами, народилася в морі і вийшла на берег з хвиль. Простому смертному нелегко було побачити Фріну оголеною — вона «носила хітон, облягаючий все тіло, і не бувала в громадських лазнях». Під час свята Посейдона, що проходив у Елефсіні, перед ритуальною процесією, що йде від храму Посейдона до моря, Фріна скинула свій одяг і, оголена, на очах у всіх спустилася до моря.
У центрі картини, практично розділяючи її на дві рівні частини, зображена Фріна зі своїми прислужницями. Фріна вже скинула свій одяг — спочатку художник зобразив її абсолютно голою (і навіть сфотографувався на її тлі), але потім вирішив залишити частину сукні, що зісковзує з неї. Одна з служниць тримає її одяг, інша допомагає зняти сандалі, а третя тримає парасольку, що захищаючи її від сонячних променів.

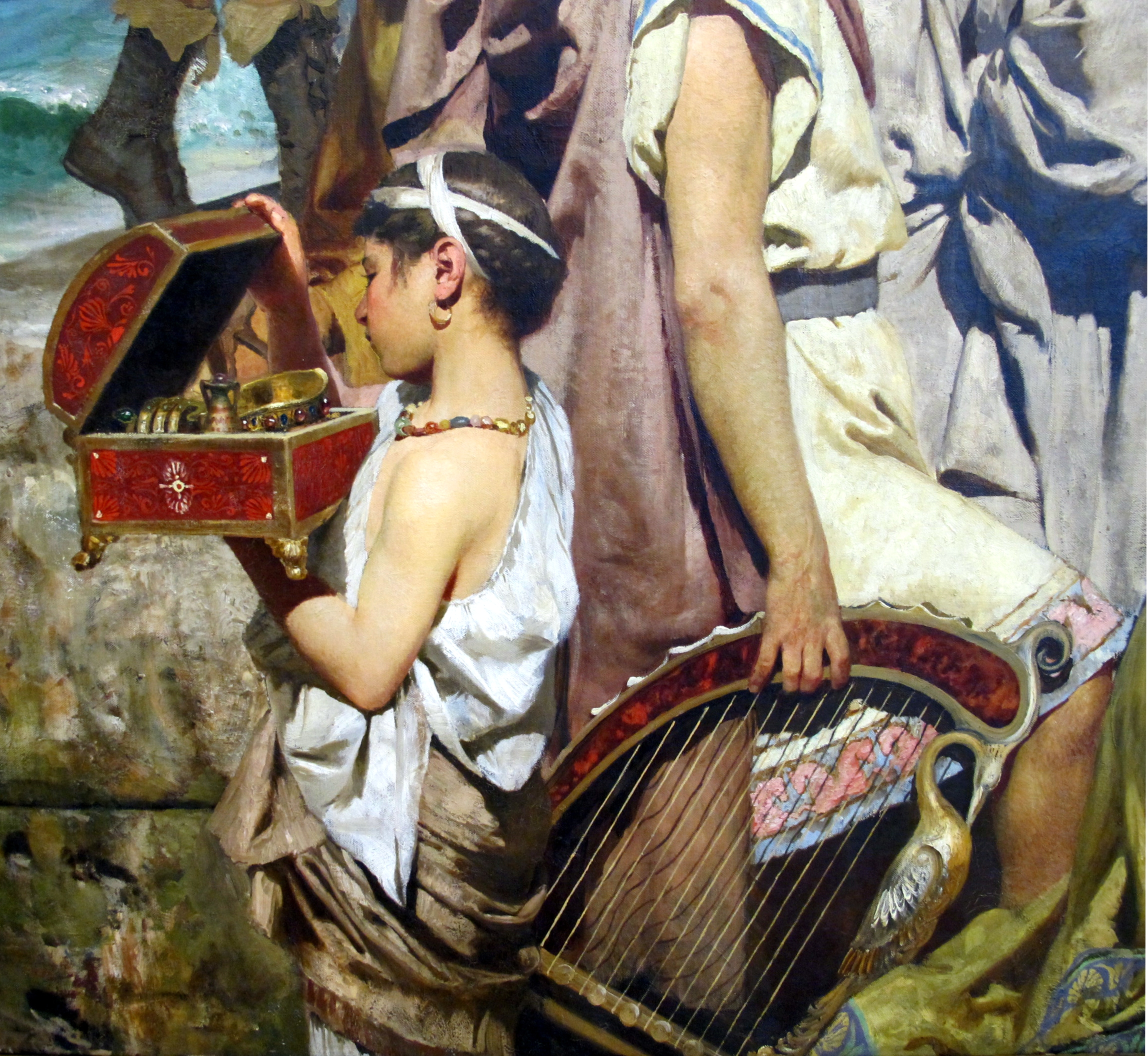
Дитина з скринькою (деталь картини)

У правій частині картини зображена багатолюдна процесія, що спускається до моря від храму Посейдона, що видніється на задньому плані. Люди, зображені на передньому плані, зупинилися і дивляться на оголену Фріну — деякі з подивом і захопленням, а інші з несхваленням і навіть обуренням.
Менш численна група людей, що оточують скульптурну колону, зображена на передньому плані в лівій частині картини. Тут, судячи з усього, панує одностайне схвалення і захоплення. За ними видно морські хвилі Саронічної затоки і гори острова Саламін. У нижньому лівому кутку зображена дитина, яка розглядає відкриту скриньку з коштовностями. Її квапить служниця, що спускається до моря і несе на голові миску і вазу.
Пейзаж, зображений на полотні, вважається одним з кращих у творчості Семирадського і розглядається як «ода з безперечних переваг картини».

## Історія
Коли Семирадский починав роботу над картиною наприкінці 1886 року, він питав у конференц-секретаря Академії мистецтв Петра Ісеєва: «Не знаю досі, чи візьме Росія офіційну участь в паризькій Всесвітній виставці?» Далі, в тому ж листі до Ісеєва, Семирадский повідомляв: «Про всякий випадок готую велику картину, крупніше Неронових світочів. Сюжет її — Фріна, що є в ролі Афродіти під час святкувань Посейдона в Елефсіні. Давно я мріяв про сюжет з життя греків, що дає можливість вкласти якомога більше класичної краси до його презентування. У цьому сюжеті я знайшов величезний матеріал! Сонце, море, архітектура, жіноча краса і німий захват греків при вигляді красивої жінки свого часу, — захват народу-художника, ні в чому не схожий на сучасний цинізм обожнвателів кокоток. Картина вже подмальована».
Можливо, що словами про «обожнювателів кокоток» Семирадский натякав на картину Жана-Леона Жерома «Фріна перед ареопагом» (1861), яку критики звинувачували в надмірному «смакуванні наготи». Відштовхуючись від картини Жерома, Семирадский хотів створити чуттєвий твір, який був би еротичним, але залишався би при цьому в рамках пристойності. Художник працював над полотном в своїй майстерні в Римі. В процесі роботи над картиною він спеціально їздив до Греції і відвідував Елефсін.

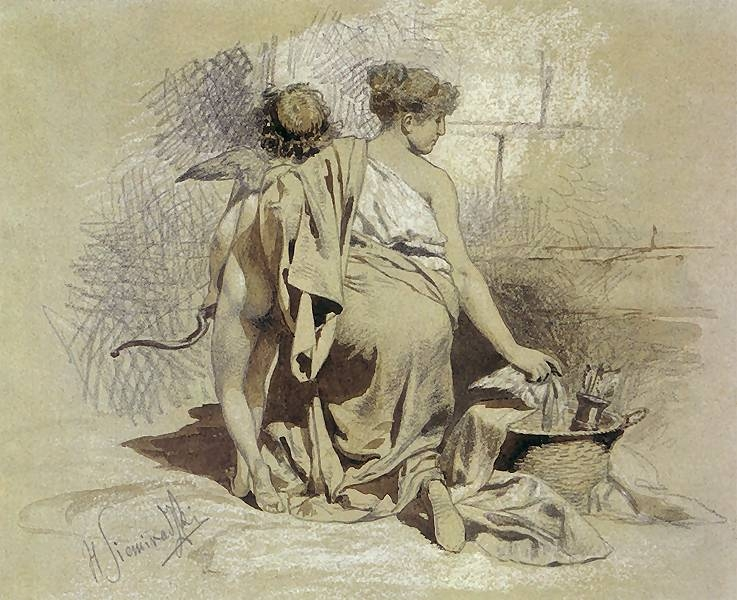
Дівчина з Амуром (етюд до картини, ДРМ)

Картина «Фріна на святі Посейдона в Елефсіні» була готова взимку 1889 року і вперше виставлена в рафаелівскій залі Академії мистецтв у Санкт-Петербурзі. Оскільки Семирадский турбувався про те, що брак світла може приглушити багатство фарб картини, він подбав про додаткове штучне освітлення: всі вікна в залі були наглухо закриті щільною чорною матерією, так що глядачі знаходилися в напівтемряві, а нагорі були встановлені чотири приховані від очей присутніх електричні лампи, які яскраво висвітлювали картину, що перебувала в глибині приміщення. Разом з «Фріною» на виставці були показані інші картини Семирадського — «За прикладом богів», «Перед купанням», «Спокуса святого Ієроніма» і «У фонтана».
Виставка мала великий успіх і привернула тисячі відвідувачів — за деякими даними, її відвідало понад 30 тисяч осіб. Творчості Семирадського був присвячений спеціальний випуск «Урядового вісника», де, зокрема, навіть стверджувалося, що нова картина художника стала «блискучим доказом того, що помилково-реальний напрям в мистецтві, що у свій час знайшов відгук у нашому суспільстві, недовго встояв у боротьбі з провісниками вічних джерел витонченого і незабаром, ймовірно, стане надбанням історії як одна з особливостей сучасної культури». У листі до Марії Кісельової від 17 лютого 1889 року Антон Чехов писав, з іронією відгукуючись про популярність своєї п'єси «Іванов»: «В Петербурзі тепер два героя дня: гола Фріна Семирадського і одягнений я».
Після цієї виставки Академія мистецтв призначила Семирадського позаштатним членом ради академії, висловивши тим самим своє визнання заслуг художника. Його картини «Фріна на святі Посейдона» і «За прикладом богів» були прямо з виставки придбані імператором Олександром III; за «Фріну» Міністерство імператорського двору виплатило 30 000 рублів. За умовами покупки, картини були відправлені в турне по ряду європейських міст.
Стверджується, що саме при покупці «Фріни» Олександр III вперше публічно висловив свій намір заснувати в Петербурзі музей російського мистецтва. У той же час, згідно з «легендою», що неодноразово згадується в виданнях, присвячених історії Російського музею, остаточне рішення імператора про його створення було пов'язано з придбанням картини Іллі Рєпіна «Микола Мирлікійський звільняє від смертної кари трьох невинно засуджених» з 17-ї виставки пересувників, яка відкрилася в тому ж 1889 році.
Успіх «Фріни» був ревно сприйнятий «пересувниками», один з яких, Григорій Мясоєдов, так писав критику Володимиру Стасову: «Я бачу, що в основі Російського музею лежить картина Семирадського, хіба це російська картина?..» Вважають, що в діях Олександра III, який зробив заяву про створення музею саме при покупці «Фріни», створеної художником польського походження, був і політичний контекст: тим самим він підкреслював те, що є главою багатонаціональної імперії, в якій люди різних національностей повинні мати рівні права.
Картина перебувала в Російському відділі Ермітажу, а потім, при утворенні Російського музею, в 1897 році була передана в його колекцію. В Енциклопедичному словнику Брокгауза і Єфрона було зазначено, що картина «Фріна на святі Посейдона» знаходиться в Музеї імператора Олександра III (так до 1917 року називався Російський музей), а також, що цей твір, «перевершує своєю величчю „Світочі Нерона“, ще більше поширило популярність художника: воно принесло йому звання члена Туринської академії і кореспондента Французького інституту».
В даний час картина «Фріна на святі Посейдона в Елефсіні» постійно експонується в залі № 21 Михайлівського палацу, де, крім неї, перебувають «Християнські мученики в Колізеї» Костянтина Флавіцького і «Смерть Нерона» Василя Смирнова.
З 20 грудня 2017 по 2 квітня 2018 року картину «Фріна на святі Посейдона в Елефсіні» експонувалася в корпусі Бенуа Державного Російського музею на виставці «Генріх Семирадський і колонія російських художників в Римі», приуроченої до 175-річчя від дня народження автора полотна Генріха Іполитовича Семирадського (1843—1902).

## Відгуки та критика
Художник Ілля Рєпін так відгукувався про цю картину: «Велика картина <…> не дивлячись на всю академічну риторику, справляє „веселе“ враження. Море, сонце, гори так ваблять око і доставляють насолоду; а храми, а платан посередині; право, жоден пейзажист в світі не написав такого красивого дерева. Особи і фігури мене не радують, але вони не псують враження»
Як завжди, скептично поставився до нового творіння Семирадського художній критик Володимир Стасов. Він висловив великі сумніви в достовірності зображеного на картині античного сюжету, стверджуючи, що на всьому великому полотні немає «жодної грецької особи»: серед безлічі чоловіків і жінок — «хто негарний, хто банальний, і у всіх них грецького немає ні на єдину іоту». Критик також зазначив відсутність почуттів на обличчях людей з натовпу, що оточив Фрину — на його думку, «вони всі байдужі, незворушні», за винятком лисого старого в лівій частині картини, який «жадібно посміхається на голу жінку», висловлюючи на своєму обличчі «тваринну хіть відцвілої драхлості». Оцінюючи картину в цілому, Стасов писав, що вона «надзвичайно холодна і байдужа». Проте він був змушений визнати, що «є в картині Семирадського і кілька хороших, навіть дуже хороших сторін», до яких він відніс «чудово написаний пейзаж у фоновому режимі, частина моря, легкі тіні що падать на освітлені гарячим сонцем мармурові вівтарі і плити на підлозі» — все це стало наслідком «чудовою віртуозності» і «відмінної технічної майстерності» художника.
Мистецтвознавець Тетяна Карпова також підтверджує те, що зображення пейзажу, передає «відчуття самого повітря Греції» і «дихання морського бризу», є одно з безперечних гіднот цієї картини — через пейзаж художнику вдалося оживити давню історію і античний міф. У той же час Карпова відзначає, що «статичність поз, виділення окремих замкнутих груп фігур повертає до загальних місць академічної рецептури», в результаті чого «картина справляє враження великого декоративного панно». Обговорюючи зображення «самої Фріни з каскадом розпущеного золотого волосся», Карпова писала, що вона «здається спогадом про жінок Тіціана, Рубенса, Тьєполо».
Мистецтвознавець Віталій Манін відзначав, що такі твори Семирадського, як «Фріна на святі Посейдона» і «Танець серед мечів», «оспівують красу сущого світу». Далі він писав: «Сюжет тут — справа другорядна, бо це не історичні картини. Полотна Семирадського — це захват красою».